# Joop Pelser

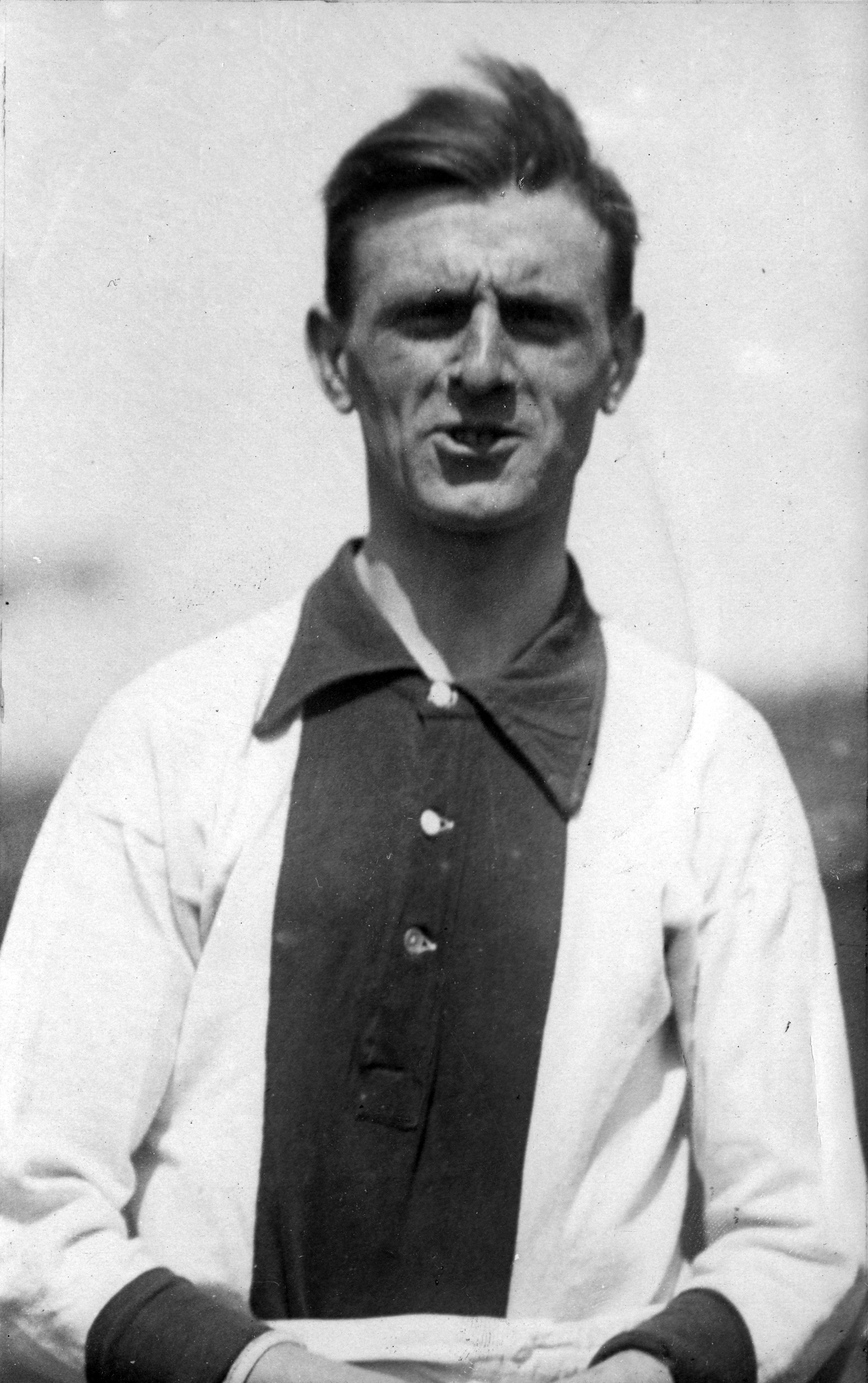
Joop Pelser in 1919

Jozef Joannes Leonardus (Joop) Pelser (Amsterdam, 17 maart 1892 - 27 juli 1974) was een Nederlands voetballer.
Joop Pelser begon met voetballen bij de club Holland in de Amsterdamse Spaarndammerbuurt. Deze club fuseerde in 1908 met  Ajax, en Joop Pelser verhuisde met zijn drie voetballende broers Jan, Adriaan en Fons mee. Van 1911 tot 1924 speelde hij in het eerste elftal van Ajax. Hij heeft in die periode zowel een degradatie (1914) als het eerste landskampioenschap meegemaakt (1918). De middenvelder is vanaf ongeveer het kampioenschap tot aan het einde van zijn sportieve loopbaan aanvoerder geweest. Hij speelde 194 wedstrijden voor de club en scoorde driemaal. Hij bleef betrokken bij de club en van 1922 tot 1928 maakte hij onderdeel uit van het Ajax bestuur. Voor zijn inzet is hij benoemd tot erelid van de club.

## Oorlogsverleden
Joop Pelsers vrouw Maria meldde zich eind jaren dertig aan bij de NSB. Na ongeveer een jaar heeft ook Joop Pelser zich aangemeld en ook hun zoons Jan en Harry volgen. Joop Pelser ging in de oorlog aan de slag bij de beruchte firma Lippmann, Rosenthal & Co (LiRo), die de in opdracht van de Duitse bezetter joodse vermogens beheerde. Al binnen een jaar werd Joop Pelser ontslagen bij LiRo. Hij had verzuimd melding te maken bij zijn superieuren van een aanranding van een Joodse vrouw door een Duitse onderofficier, waarvan hij getuige was. Zoon Harry speelde in het eerste elftal van Ajax, maar zoon Jan was in dienst getreden van de Waffen-SS en vocht aan het oostfront. Laatstgenoemde deserteerde in 1943 en schoot een Duitser dood die hem in een Amsterdamse tram naar zijn papieren vroeg. De familie Pelser dook onder maar werd al snel opgepakt. Nadat ze werden vrijgelaten zegde Joop Pelser zijn lidmaatschap van de NSB op. Na de oorlog dook Joop Pelser opnieuw onder, ditmaal voor de Nederlandse autoriteiten. Hij kreeg echter de melding dat hij zich kon melden om zijn spaartegoeden op te halen, en meldde zich bij de bank waarbij hij direct werd ingerekend.
Wegens zijn activiteiten voor de LiRo en zijn vermeende periode van twee weken als bewaker van Joden bij de Hollandsche Schouwburg werd hij in 1947 veroordeeld tot een gevangenisstraf van drie jaar en drie maanden. Joop Pelser was een van de minimaal zeventien  Ajacieden die na de oorlog wegens collaboratie werden geroyeerd door de club.

## Club van 100, spelerstunnel
Anno 2024, maakt Pelser vanwege meer dan 100 duels voor Ajax deel uit van de club van 100, en in de spelerstunnel van de Johan Cruijff Arena is zijn omlijste foto te vinden met de overige leden van deze club. Die hier in 2024 in de spelerstunnel zijn te vinden.